# 2JCP
2JCP a.s. je česká strojírenská společnost, která se zaměřuje na vývoj a výrobu technologických celků a inženýrských řešení využívaných v průmyslu a energetice. Byla založena v roce 1992 a sídlí v České republice, kde provozuje také vlastní výrobní závody.
Společnost působí na mezinárodních trzích, zejména v Evropě, Severní Americe a Austrálii. Mezi její hlavní činnosti patří vývoj a dodávky komplexního řešení propojující konvenční a obnovitelné energetické systémy.
Kromě centrály a výrobních kapacit v České republice má společnost obchodní a inženýrská zastoupení ve Velké Británii a ve Spojených státech amerických.

## Historie
Společnost 2JCP byla založena v roce 1992 Jaroslavem Pačesem a Josefem Černým jako rodinná strojírenská dílna v Račicích na Litoměřicku. Zpočátku se zaměřovala na zakázkovou výrobu pro energetický průmysl. Postupem času se specializovala na výrobu komponent pro plynové turbíny a navázala spolupráci s mezinárodními společnostmi, jako jsou General Electric a Siemens Energy.
V červnu 2020 získala majoritní podíl (70 %) ve společnosti investiční skupina Jet Investment vedená Igorem Faitem, prostřednictvím fondu Jet 2. Cílem akvizice bylo začlenění společnosti do energetické platformy skupiny Jet Investment a její další rozvoj v oblasti nízkoemisních technologií a udržitelné energetiky.
V roce 2021 společnost 2JCP rozšířila své kapacity akvizicí třebíčské strojírenské firmy PBS Industry a.s., jejíž historie sahá do počátku 20. století. Tato firma navazovala na činnost společností L. Benz a spol. (založena 1911) a Wallig, která byla do Třebíče přesunuta v roce 1913. V roce 1948 byly tyto podniky začleněny do státního podniku První brněnská strojírna. V roce 1994 vznikla firma PBS Třebíč, a.s., kterou v roce 2004 převzala skupina Jet Investment. 
Po začlenění do skupiny 2JCP byla třebíčská společnost přejmenována na 2JCP Třebíč a.s. a zahájila úzkou spolupráci s mateřskou společností. Dne 1. dubna 2024 došlo k fúzi obou společností – 2JCP a.s. a 2JCP Třebíč a.s. – do jedné právní entity s názvem 2JCP a.s.. Cílem sloučení bylo vytvořit jednotnou strojírensko-inženýringovou společnost se zaměřením na komplexní řešení v oblasti udržitelné a nízkoemisní energetiky. 

## Odvětví
Společnost 2JCP navázala na původní specializaci v oblasti plynové energetiky a rozšířila své aktivity také o technologie pro přechodné a obnovitelné energetické zdroje.[zdroj?]

### Přechodná energie

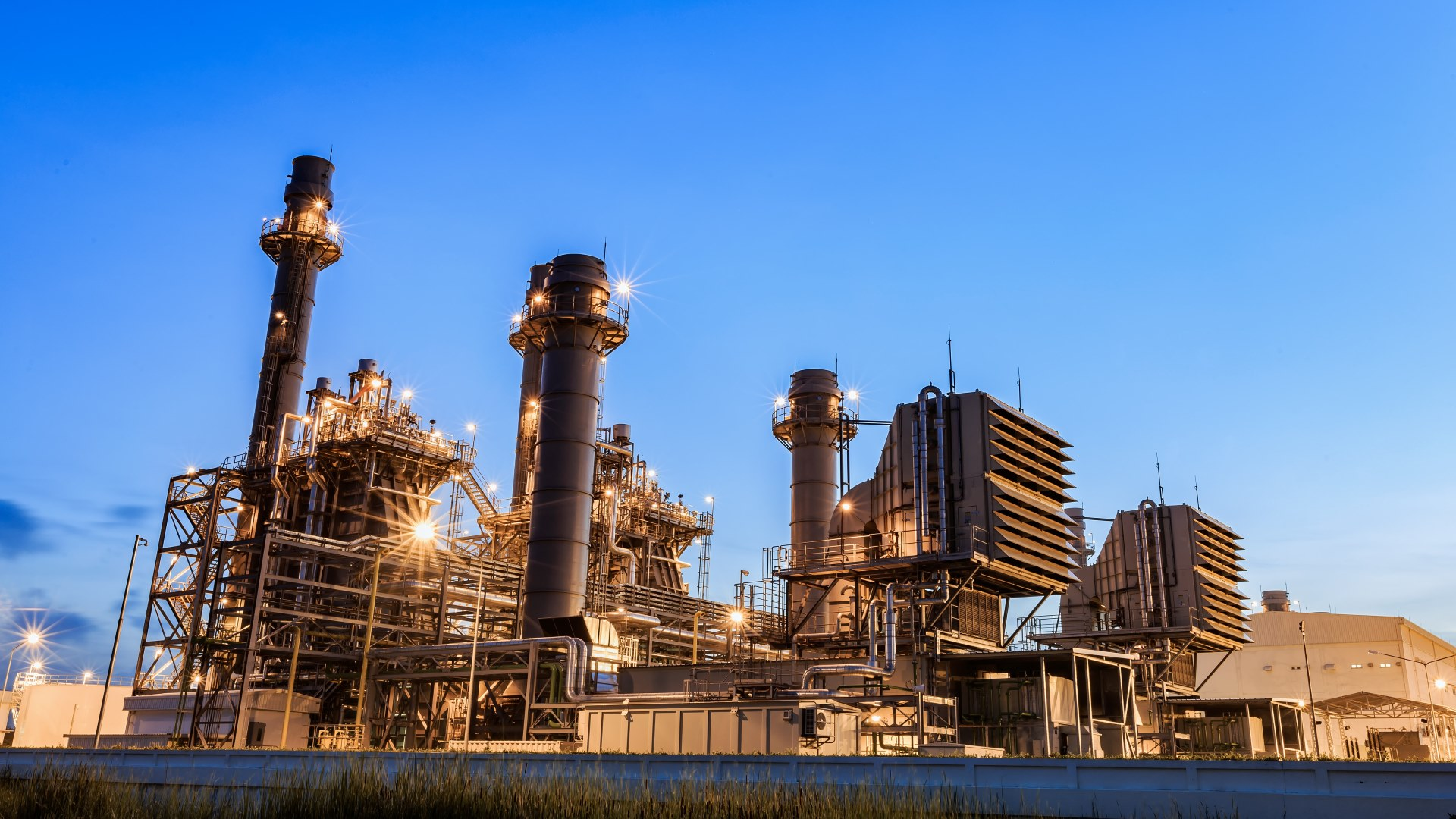
Plynová energetika

Společnost se zaměřuje na vývoj a dodávku komplexních technických řešení v oblasti přechodné energetiky, zejména v segmentech výroby elektrické energie ze zemního plynu, těžby ropy a zemního plynu a přenosových sítí. Řešení jsou navrhována s ohledem na provoz v náročných podmínkách, včetně extrémních klimatických oblastí a těžebních zařízení v odlehlých lokalitách. Inženýrské týmy společnosti se podílejí na vývoji integrovaných technologických celků pro nové projekty i modernizace a úpravy stávajících zařízení.[zdroj?]

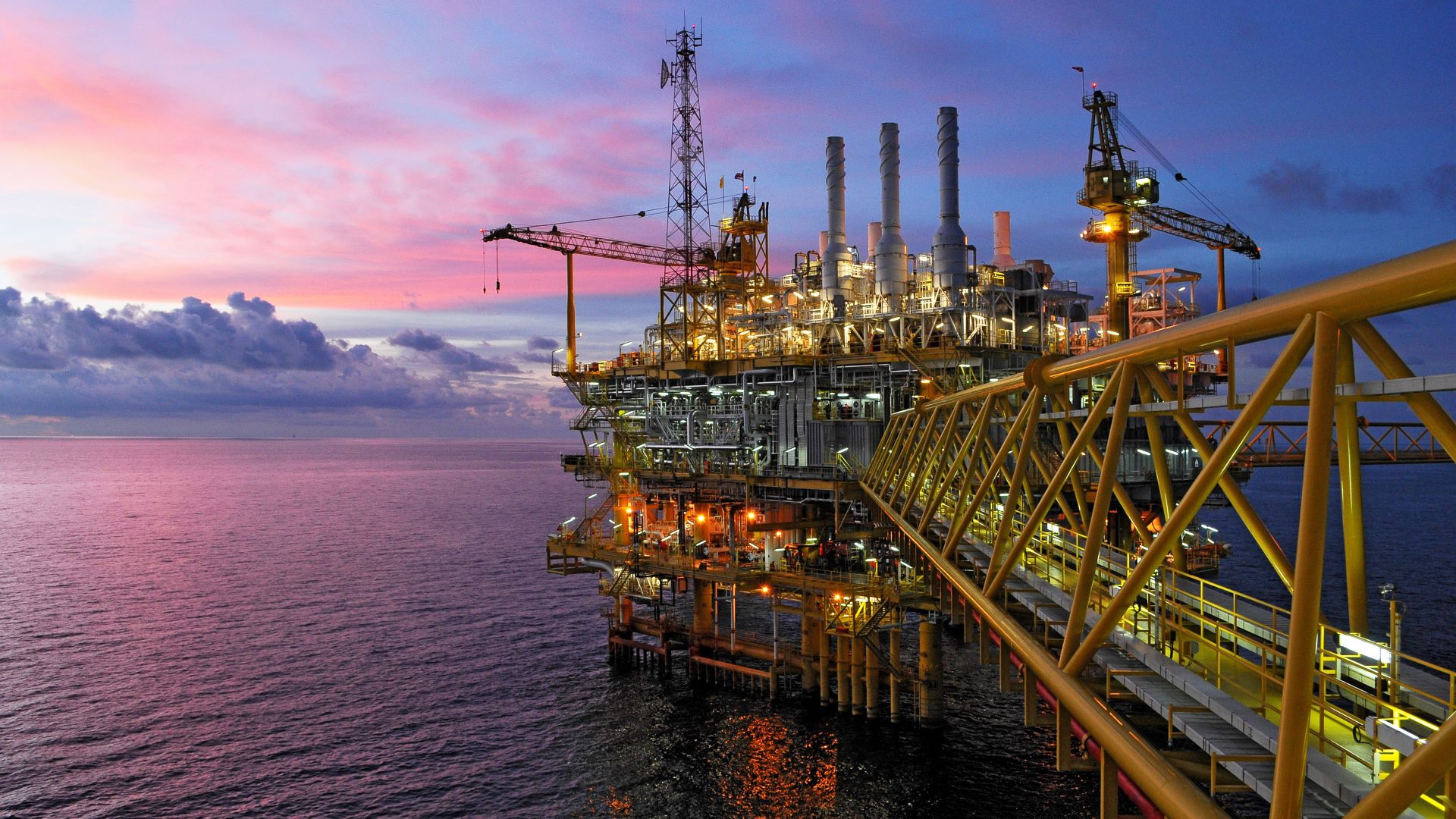
Těžba a přeprava ropy a plynu

Společnost nabízí široké spektrum technologií v oblasti filtrace, kontroly a regulace hluku a dalších podpůrných systémů využívaných v energetice, těžbě ropy a zemního plynu a nově i v oblasti elektrických přenosových sítí. Zaměřuje se na zařízení s výkonem v rozmezí od 5 do 600 MW a spolupracuje jak s OEM výrobci turbín, tak s koncovými provozovateli. Pokrývá celý životní cyklus zařízení – od návrhu a vývoje až po provozní podporu. Vývoj produktů směřuje k minimalizaci environmentální zátěže a zvyšování efektivity provozu.

### Nová energetika

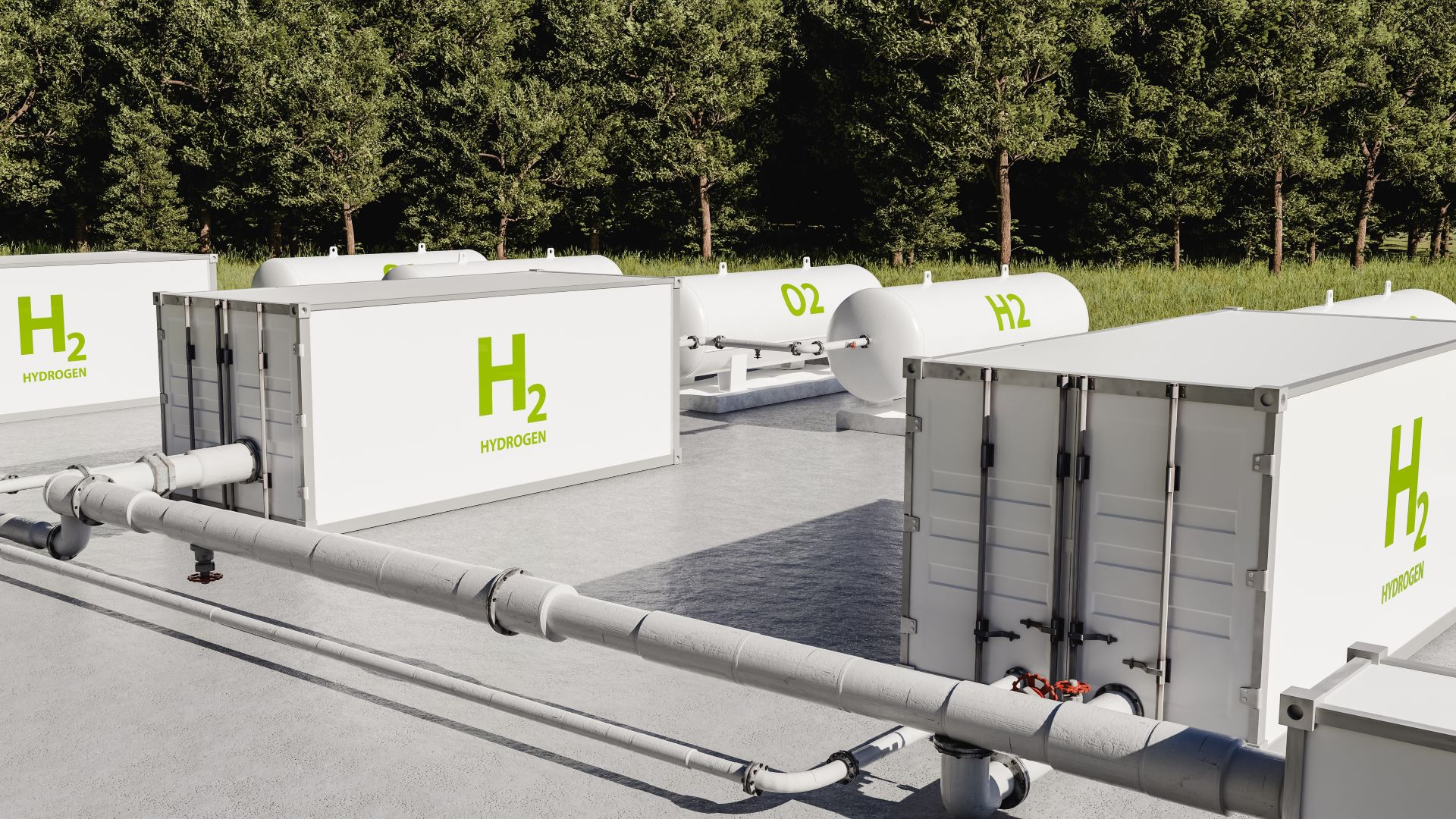
Výroba a skladování vodíku

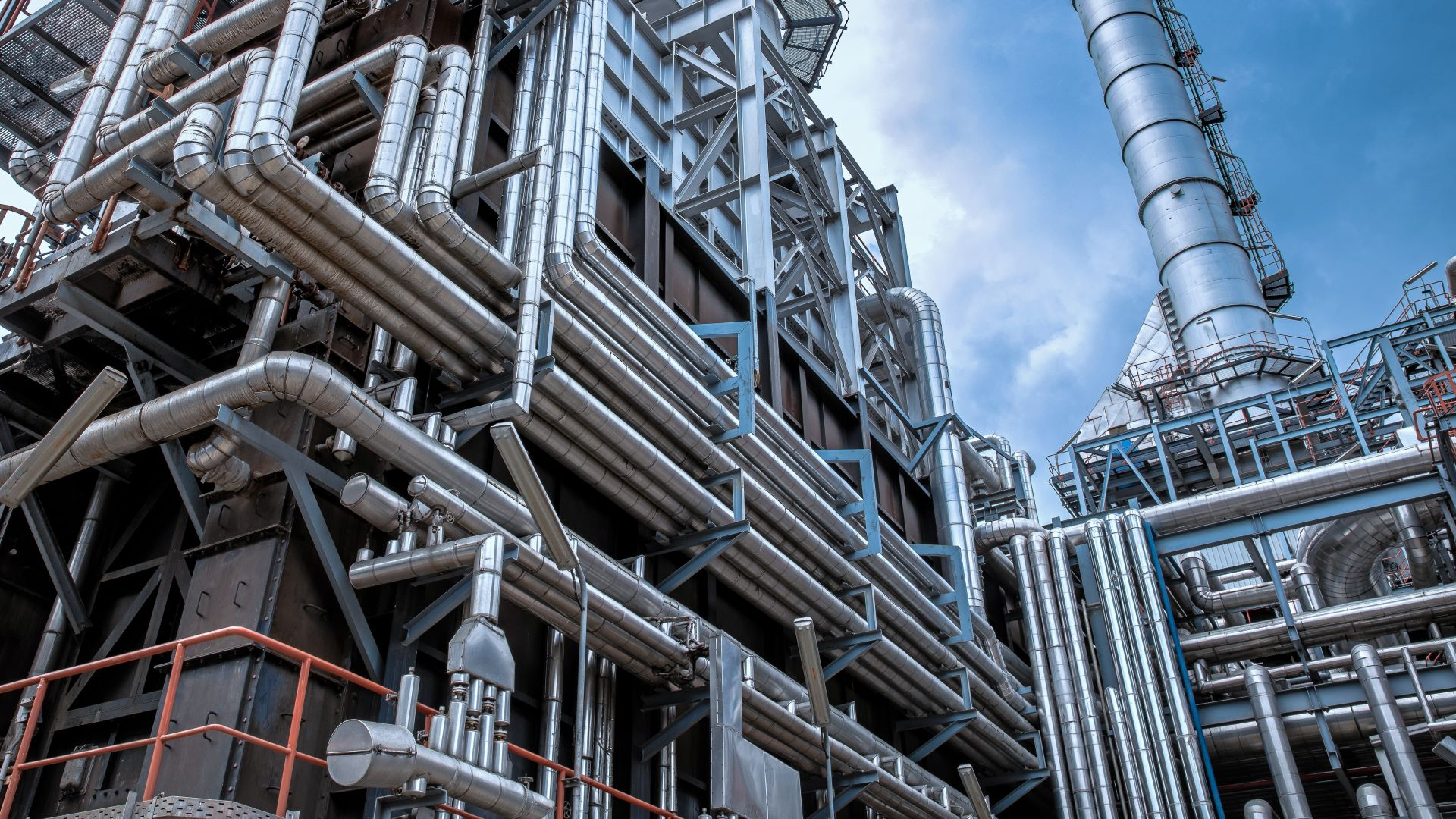
Zachytávání, využití a skladování uhlíku

Společnost 2JCP se zapojuje do rozvoje nových oblastí energetiky, které hrají významnou roli při snižování emisí. Spolupracuje s předními světovými společnostmi na zavádění pokročilých energetických technologií do reálného provozu.[zdroj?]

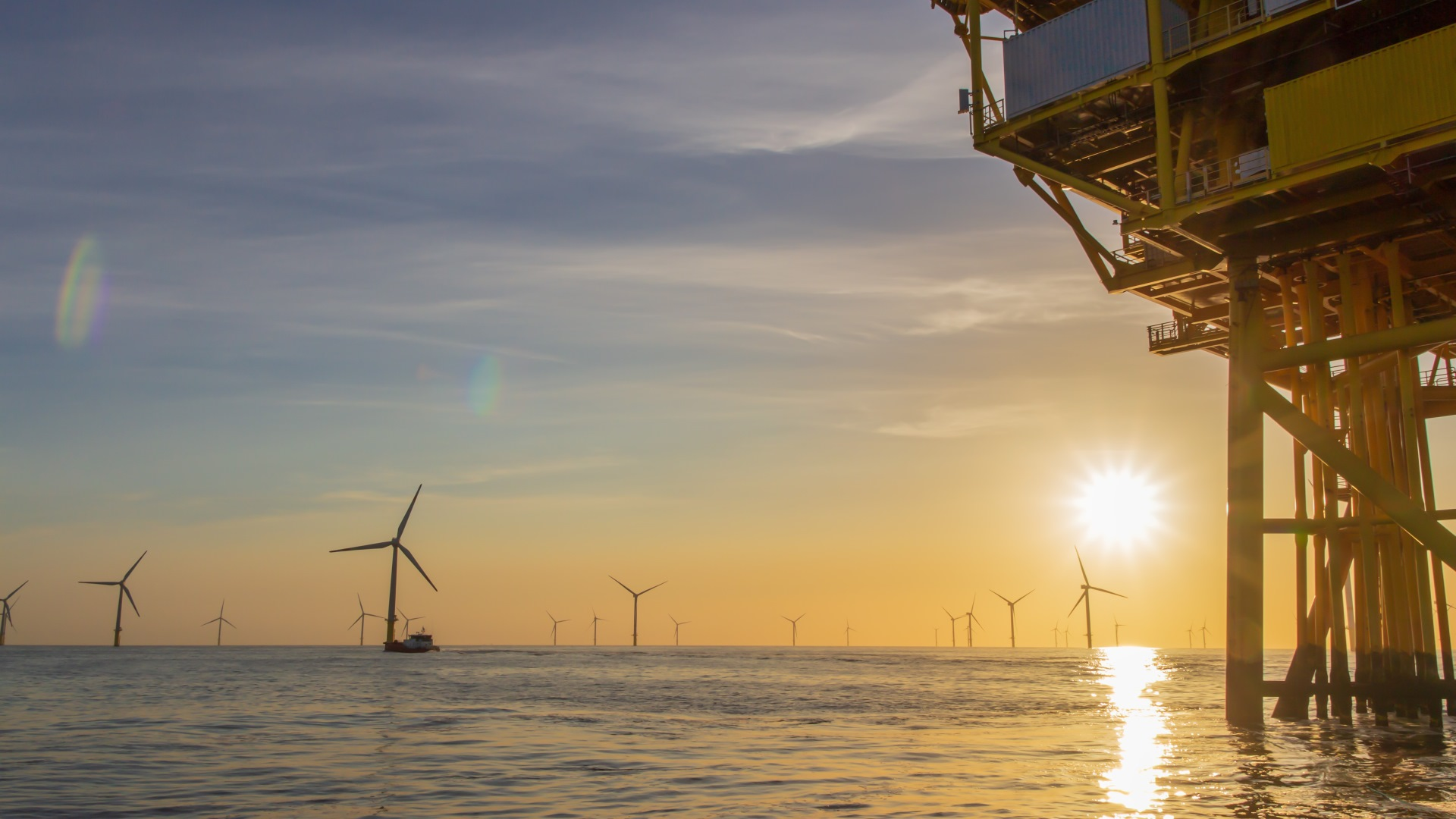
Větrné elektrárny

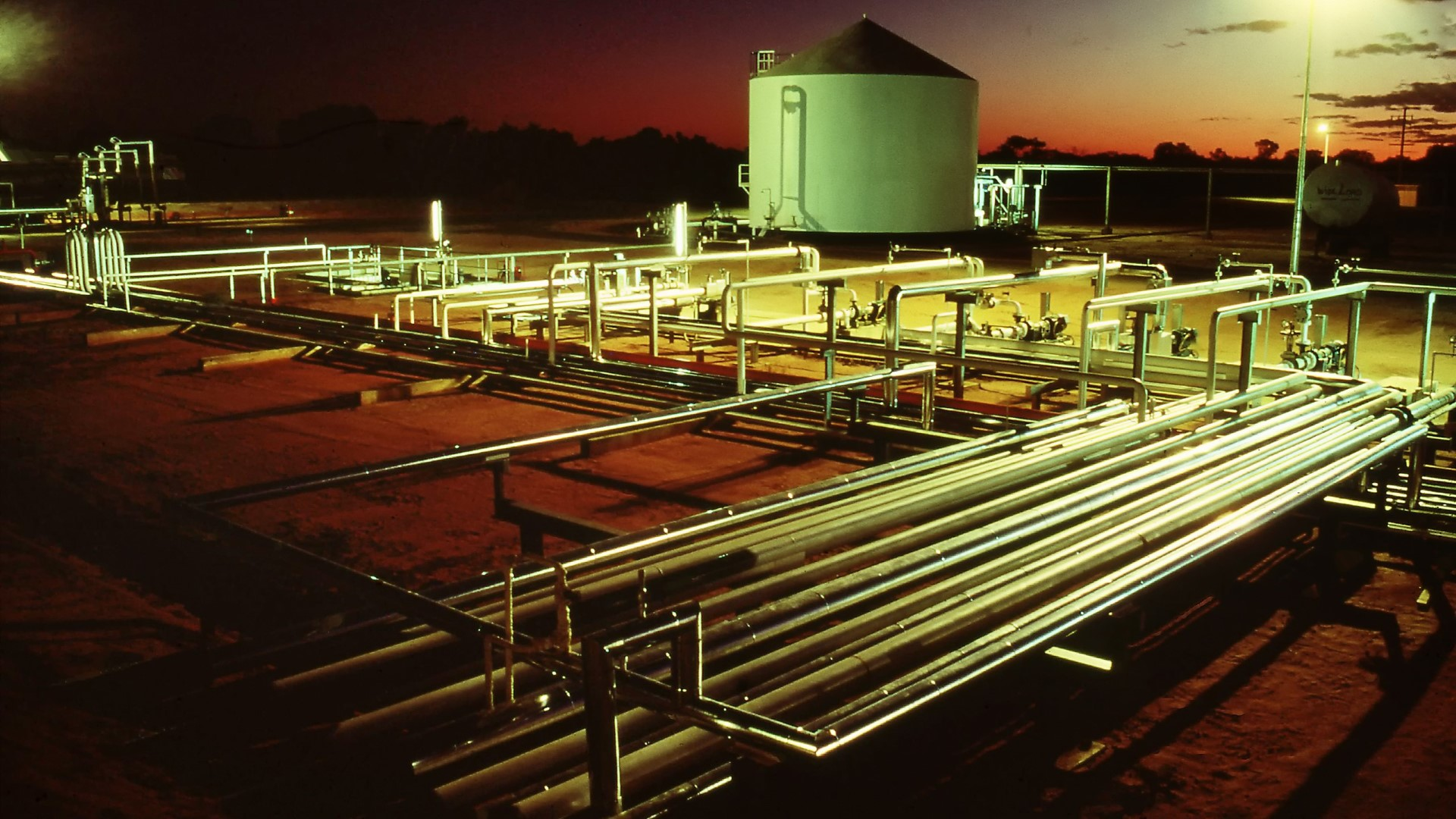
Cirkulární ekonomika a Waste-toX

2JCP nabízí širokou škálu služeb a řešení – od komplexní dodávky v oblasti technologií pro výrobu zeleného vodíku, systémy pro zachytávání a ukládání oxidu uhličitého (CCS), cirkulární zařízení pro zplyňování odpadu až po integraci elektrolyzérů o výkonech v řádech megawattů. Současně také vyrábí jednotlivé komponenty těchto zařízení, například tlakové nádoby a potrubní systémy. Řešení jsou navrhována v souladu s mezinárodními technickými normami a předpisy.

### Průmyslová odvětví
Vedle energetiky působí společnost 2JCP také ve vybraných průmyslových odvětvích mimo energetický sektor.

## Pobočky
Společnost 2JCP působí ve více lokalitách v Evropě a Severní Americe. Regionální zastoupení a výrobní kapacity umožňují realizaci zakázkových projektů pro zákazníky po celém světě.[zdroj?]

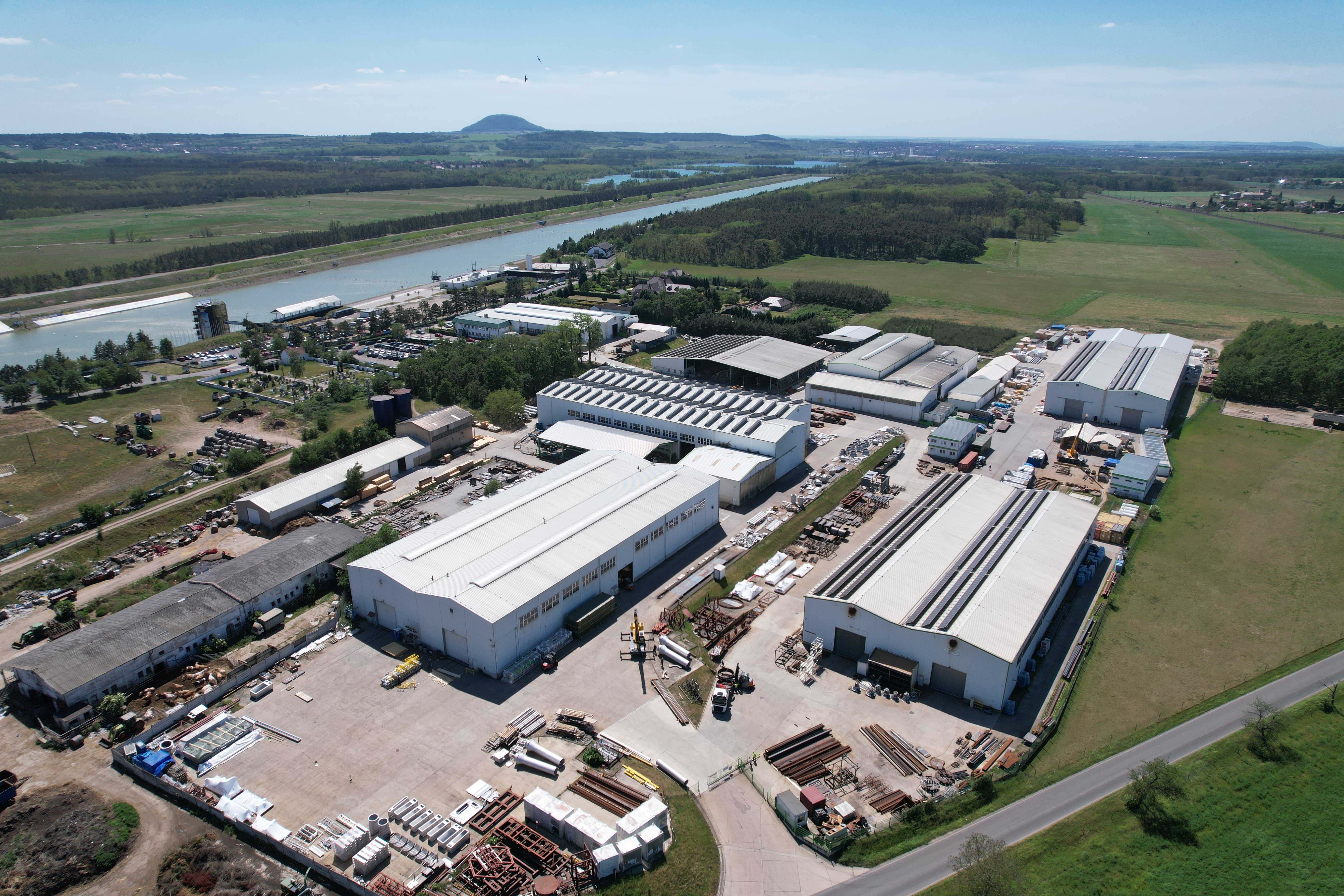
Závod v Račicích

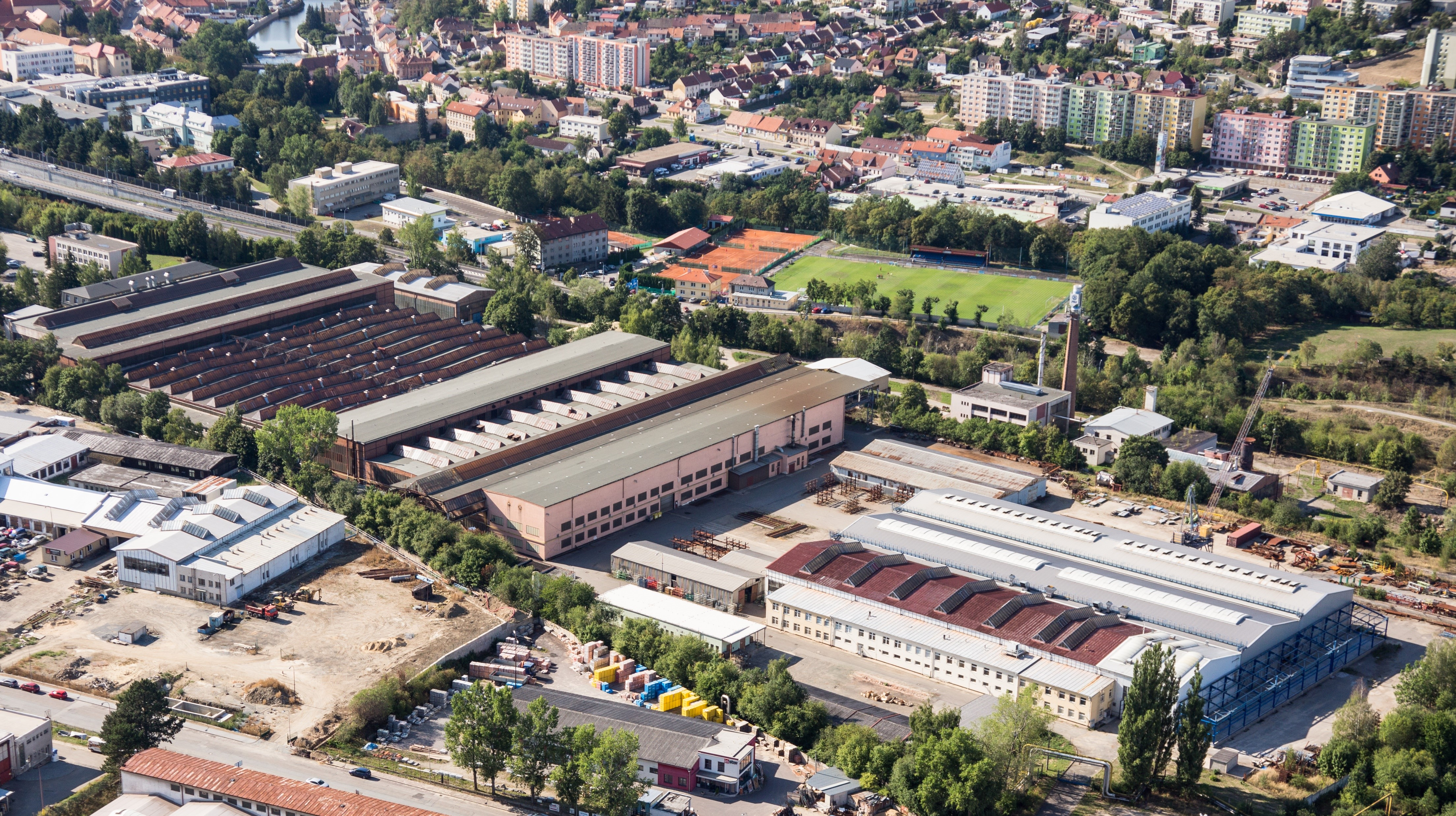
Závod v Třebíči

### Račice
Sídlo společnosti, založené v roce 1992, se nachází v Račicích v Ústeckém kraji. V závodě pracuje přibližně 320 zaměstnanců v oblastech prodeje, konstrukce, výroby, kvality a dalších podpůrných činností. V Račicích jsou soustředěny také centrální týmy pro finance, nákup a supply chain. Závod se zaměřuje na zakázkovou výrobu pro zákazníky z celého světa.

### Třebíč
Závod v Třebíči byl začleněn do skupiny 2JCP v roce 2021 akvizicí společnosti PBS Industry. Pracuje zde přibližně 300 zaměstnanců, čímž významně rozšiřuje výrobní kapacity skupiny. Kromě výroby zde působí také týmy zaměřené na prodej, konstrukci, kvalitu a další technické i podpůrné činnosti. Závod k roku 2025 prochází modernizací.

### Nové Město nad Metují
Konstrukční kancelář v Novém Městě nad Metují byla založena v roce 2014. Zaměřuje se na vývoj zakázkových technických řešení podle specifikací zákazníka. Tým strojních a elektrotechnických inženýrů úzce spolupracuje zejména s pobočkou ve Velké Británii.

### Ripley
Pobočka v britském městě Ripley byla otevřena v roce 2016. Zpočátku se zaměřovala na akustiku plynových turbín a filtrační technologie. Nyní svoji činnost zaměřuje na oblast inovativních technologií čisté energie, včetně řešení pro zachycování a ukládání uhlíku a výrobu a skladování vodíku. V pobočce působí přibližně 30 zaměstnanců, kteří tvoří prodejní, inženýrské a projektové týmy.

### Ponte Vedra
Kancelář společnosti 2JCP v Ponte Vedra na Floridě v USA byla založena v roce 2025 jako součást expanze na severoamerický trh. Nachází se poblíž města Jacksonville na Floridě a slouží především k obchodní a projektové podpoře zákazníků ve Spojených státech.
Pobočka se zaměřuje na obchod a projektové řízení se specializací na podpůrné vybavení pro plynové turbíny, včetně akustických a filtračních řešení nezbytných pro plynové elektrárny a projekty zaměřené na dekarbonizaci. Součástí kanceláře je také logistický prostor pro distribuci produktů a náhradních dílů v rámci USA.